# Le Goût du sang
Pour les articles homonymes, voir Blood and Chocolate.
Pour plus de détails, voir Fiche technique et Distribution.
Le Goût du sang ou Sang et chocolat au Québec (Blood and Chocolate), est un film fantastique réalisé par Katja von Garnier. Il est sorti en salle aux États-Unis le 26 janvier 2007. Il est basé sur un célèbre livre éponyme d'Annette Curtis Klause.

## Synopsis
Vivian, jeune loup-garou est la seule survivante de sa famille massacrée par les humains. Maintenant acceptée dans un autre clan dirigée par un loup-garou du nom de Gabriel, elle vit à Bucarest, en Roumanie, où elle travaille dans une chocolaterie. Alors qu'elle est promise à Gabriel, elle s'éprend d'Aiden, un jeune dessinateur américain venu en Roumanie afin de faire des recherches sur les loup-garous pour un roman. Son clan l'oblige alors à choisir entre son désir de succomber à cet amour interdit ou sa loyauté envers eux.

## Fiche technique
- Titres français : Le Goût du sang
- Titre québécois : Sang et chocolat
- Titre original : Blood and Chocolate
- Réalisation : Katja von Garnier
- Scénario : Ehren Kruger, Christopher Landon
- Production : Daniel Bobker, Wolfgang Esenwein, Hawk Koch, Gary Lucchesi (en), Tom Rosenberg, Richard S. Wright
- Production associée : Lesley Dyer
- Production exécutive : Robert Bernacchi, Elizabeth Ingold, Ehren Krueger, Stephanie Palmer
- Langues originales : anglais, roumain et allemand
- Durée : 95 minutes

## Distribution
Légende : V. Q. = Version Québécoise
- Agnes Bruckner (V.F. : Noémie Orphelin; V. Q. : Geneviève Désilets) : Vivian
- Hugh Dancy (V.F. : Damien Boisseau; V. Q. : Martin Watier) : Aiden
- Olivier Martinez (V. Q. : lui-même) : Gabriel
- Katja Riemann (V.F. : Déborah Perret; V. Q. : Marika Lhoumeau) : Astrid
- Bryan Dick (V. Q. : Jean-François Beaupré) : Rafe
- Chris Geere (V. Q. : Frédéric Paquet) : Ulf
- Tom Harper (V.F. : Bruno Forget; V. Q. : Daniel Roy) : Gregor
- John Kerr : Finn
- Jack Wilson : Willem
- Vitalie Ursu : Constani
- Bogdan Voda : Albu
- Kata Dobó (V.F. : Guylène Ouvrard) : Beatrice
- Rodica Mandache : Madame Bellagra

## Bande originale du film
Il est à noter que la bande originale du film, assurée par Reinhold Heil, comprend également un titre du célèbre groupe de métal symphonique Within Temptation.